# ノブコブ吉村 ラグビー応援TV
『ノブコブ吉村 ラグビー応援TV』はテレビ大阪で2022年3月20日・3月26日で放送されるラグビー情報番組。正式番組名は『ノブコブ吉村 ラグビー応援TV ～にわかで何が悪い!～』。

## 概要
平成ノブシコブシ吉村崇がラグビーワールドカップ2023に向けてラグビーにわかファンを盛り上げるためにお送りするトークバラエティー番組。

## 出演者
- 吉村崇(MC・平成ノブシコブシ)
- 大家志津香
- 髙比良くるま(令和ロマン)
- しんや
- 廣瀬俊朗(元日本代表)[2]
- 森山漠

## 放送時間
- 1回:2022年3月20日(日) 午前11:42～11:55
- 2回:2022年3月26日(土) 午前11:30～12:00